# 諾維鎮區 (密歇根州)
諾維鎮區（英語：Bloomfield Township）是位於美國密歇根州奧克蘭縣的一個行政鎮區，被城市諾維完全包圍。諾維鎮區為密歇根州面積最小的鎮區及第三小的建制行政區劃，僅次於科珀城（0.22平方千米）及阿米克（0.18平方千米）。

## 地方資料
諾維鎮區的面積為0.28平方千米，當中陸地面積為0.28平方千米，而水域面積為0.00平方千米。根據2020年美國人口普查的數據，當地共有人口160人，而人口密度為每平方千米571.43人。